# ŠRC Kukavica
ŠRC Kukavica je športsko-rekreacijski centar na području općine Velika Pisanica u okolici Bjelovara.
Ime je dobio po ptici kukavici, koja je živjela u šumama na tom prostoru pa je cijeli šumski revir nazvan po njoj. JNA je u poslijeratnom razdoblju izgradila vojni centar s barakama za potrene vojnih vježbi. U Domovinskom ratu, centar je koristila Specijalna jedinica PU Bjelovar "Omega". Sada je u vlasništvu Bjelovarsko-bilogorske županije i koristi se u turističke svrhe poput škola u prirodi, škole jahanja, team buildinga, adrenalinskog turizma, održavanja sjednica i sl. Održavaju se konjička i streličarska natjecanja. Postoje tereni za nogomet, rukomet, košarku, tenis, odbojku na pijesku, bacanje kugle i kladiva.
Par kilometara od centra nalazi se rodna kuća hrvatskog slikara Ede Murtića i Lovrakov centar s lokomotivom iz filma "Vlak u snijegu" i replikom mlina iz filma "Družba Pere Kvržice".